# Arnt Bruyn
Arnt Bruyn, auch Bruin, (* um 1500 in Köln; † 17. September 1577 ebenda) war ein deutscher Maler. Er ist unter weiteren Schreibvarianten seines Namens bekannt: Arnold Breun, Arnt Breun, Arnold Brun, Arnt Brun und Arnold Bruyn.

## Leben und Wirken
Arnt Bruyn war der älteste Sohn des Malers Bartholomäus Bruyn d. Ä. und Vater des ebenfalls als Maler tätigen Bartholomäus Bruyn. Über sein Leben sind nur wenige Fakten dokumentiert. Vermutlich war er ein Schüler seines Vaters, den er im Jahre 1547 bei den Arbeiten an einer Bilderfolge für den Kreuzgang des Karmeliterklosters in Köln unterstützte. Wie aus einem Dokument aus dem Jahr 1550 ersichtlich ist, war er zu diesem Zeitpunkt verheiratet. Mit seiner Ehefrau Gertrud hatte er 5 Kinder: Barthold, Figgen/Sophie, Tringen und Ursula. Nach dem Tode seines Vaters, im Jahr 1555, erbte er einen Teil von dessen Häusern und der Werkstatt. Aus unbekannten Gründen trat er 1557 seinen Anteil der Erbschaft an seinen jüngeren Bruder Bartholomäus Bruyn d. J. ab. Für das Jahr 1563 ist der Kauf eines Hauses in Köln belegt. 1555 gehörte er der Achatiusbruderschaft von St. Agatius an. Ab 1564 bis zu seinem Tod 1577 war Arnt Bruyn Mitglied im Rat der Stadt Köln. 1565, 1568, 1571, 1574 und 1577 erhielt er das Ehrenamt eines Senators.
1568 erhielt er den Auftrag, den von Stefan Lochner gemalten Altar der Stadtpatrone in der Rathauskapelle von Köln zu reinigen. 1570 führte er Reinigungsarbeiten an einem von Jan Joest van Kalkar gemalten Altar in Werden aus. Dabei handelte es sich möglicherweise um ein 1512 gemaltes Hochretabel für die dortige Stiftskirche, das heute verschollen ist. Weitere Werke sind weder dokumentarisch noch stilistisch greifbar, sodass Arnt bisher kein einziges Werk eindeutig zugewiesen werden kann. Am 17. September 1577 starb er in Köln an der Pest.